# Libby Schaaf

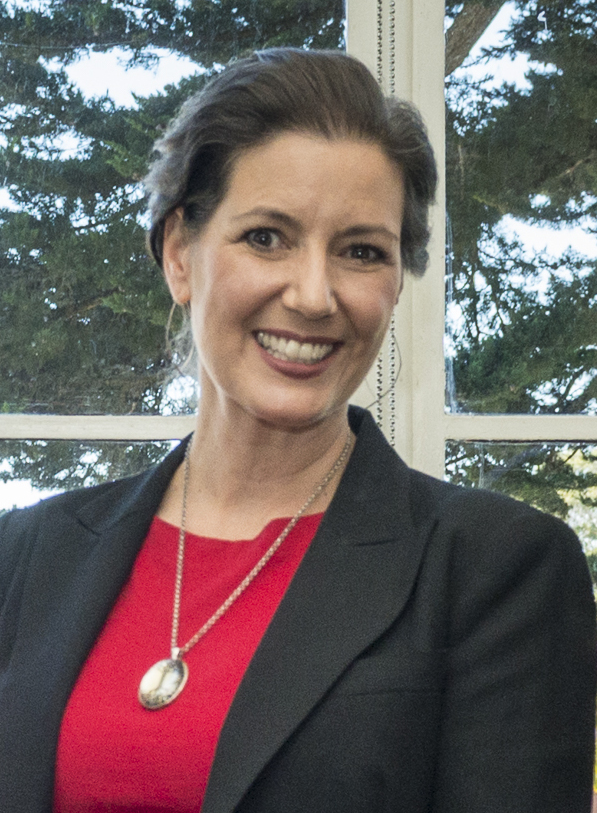
Libby Schaaf (2017)

Elizabeth Beckman „Libby“ Schaaf (* 12. November 1965 in Oakland, Kalifornien) ist eine US-amerikanische Politikerin der Demokratischen Partei, die von 2015 bis 2023 als 50. Mayor von Oakland amtierte. Sie absolvierte ein Studium der Politikwissenschaft am Rollins College und erwarb anschließend einen Juris Doctor an der Loyola Law School. Vor ihrer politischen Karriere arbeitete Schaaf als Anwältin, Programmdirektorin und in verschiedenen Positionen in der Kommunalverwaltung, bevor sie 2010 in den City Council von Oakland gewählt wurde. Im Januar 2024 gab sie ihre Kandidatur für das Amt des kalifornischen State Treasurer für die Wahl 2026 bekannt.

## Frühe Jahre und Ausbildung
Libby Schaaf wurde 1965 als Tochter des Kaufmanns Richard Schaaf (1924–2024) und der Flugbegleiterin Barbara Beckman Schaaf in Oakland, Kalifornien, geboren. Schaaf wuchs im vierten Bezirk von Oakland auf und besuchte dort die Head-Royce School sowie die Skyline High School, die sie 1983 abschloss. Für ihre höhere Bildung verließ Schaaf ihre Heimatstadt. Sie erwarb einen Bachelor of Arts mit Auszeichnung in Politikwissenschaft am Rollins College in Winter Park, Florida. Anschließend setzte sie ihre akademische Laufbahn mit einem Jurastudium fort und schloss dieses mit einem Juris Doctor an der Loyola Law School in Los Angeles ab. Diese umfassende Ausbildung in den Bereichen Politik und Recht legte den Grundstein für Schaafs spätere Karriere im öffentlichen Dienst.

## Karriere

### Berufliche Laufbahn
Vor ihrer politischen Karriere arbeitete Libby Schaaf in verschiedenen beruflichen Positionen. Nach ihrem Jurastudium war sie zunächst als Anwältin in Oakland bei der Kanzlei Reed Smith tätig. Sie wechselte 1995 zum Marcus A. Foster Educational Institute, wo sie als Programmdirektorin ein neues Freiwilligenprogramm für den Oakland Unified School District entwickelte und leitete. Anschließend sammelte sie erste Erfahrungen in der Kommunalverwaltung als Rechtsberaterin des City Council President von Oakland, Ignacio De La Fuente, sowie als Special Assistant des damaligen Mayors Jerry Brown. Schaaf trat 2006 dem Port of Oakland als Director of Public Affairs bei. In dieser Position war sie für die Sicherstellung staatlicher und föderaler Finanzierung für die Stadt Oakland sowie für die strategische Kommunikation verantwortlich. Bevor sie 2010 in den City Council von Oakland gewählt wurde, arbeitete Schaaf ein Jahr lang als wirtschaftspolitische Beraterin des City Council.

### City Council von Oakland
Im Jahr 2010 wurde Schaaf in den City Council von Oakland gewählt, um ihren Heimatbezirk, Distrikt 4, zu vertreten. Während ihrer Amtszeit setzte sie sich für verschiedene Initiativen ein. Sie kämpfte für die Anhebung des Mindestlohns und unterstützte die Wahlinitiative Measure FF, auch bekannt als Lift Up Oakland, die einen Mindestlohn von 12,25 US-Dollar vorsah und am 4. November 2014 mit großer Mehrheit verabschiedet wurde. Schaaf bemühte sich auch um mehr Transparenz und Effizienz in der Stadtverwaltung sowie um die Stärkung der Stadtteile Oaklands. Ein weiterer Schwerpunkt ihrer Arbeit im City Council war die Reform der Polizeibehörde von Oakland. Sie setzte sich für die Einstellung von mehr Zivilpersonal ein und brachte einen Plan durch, um die Polizeibehörde von Oakland mit der Sheriff-Abteilung von Alameda County zu koordinieren, mit dem Ziel, die Anzahl der in Oakland patrouillierenden Beamten zu erhöhen. Schaaf war auch Mitglied des Haushaltsausschusses und arbeitete an der Verbesserung der finanziellen Stabilität der Stadt.

### Mayor von Oakland
Libby Schaaf diente von 2015 bis 2023 als 50. Mayor von Oakland, Kalifornien. Während ihrer Amtszeit setzte sie sich für verschiedene Initiativen ein, die darauf abzielten, die Stadt gerechter und widerstandsfähiger zu machen. Unter ihrer Führung verzeichnete Oakland die niedrigste 5-Jahres-Rate an Waffengewalt in der Geschichte der Stadt und konnte Schießereien und Tötungsdelikte etwa um die Hälfte reduzieren. Ein Bericht des Gifford’s Law Center lobte Schaafs Rolle bei der Institutionalisierung des Programms Oakland Ceasefire, das maßgeblich zu dieser Reduzierung der Gewalt beitrug. Insbesondere setzte sich Schaaf für Straßensanierung und Wohnungsbau ein.
Ein bedeutendes Projekt ihrer Amtszeit war die Gründung von The Oakland Promise im Jahr 2016, das als umfassendstes Cradle-to-Career-Programm seiner Art landesweit Anerkennung fand. Dieses Programm entwickelte sich zu einer eigenständigen gemeinnützigen Organisation mit einem Jahresbudget von 15 Millionen Dollar und einem von Schaaf aufgebrachten Stiftungsvermögen von 50 Millionen US-Dollar. Sie verpflichtete sich, jedem in Oakland geborenen Kind aus einkommensschwachen Familien ein College-Sparkonto mit 500 US-Dollar bei der Geburt einzurichten und jedem Absolventen öffentlicher Schulen aus einkommensschwachen Verhältnissen jährlich 1000 US-Dollar für ein zwei- oder vierjähriges Hochschulstudium oder eine Berufsausbildung zur Verfügung zu stellen.
Trotz dieser Erfolge sah sich Schaaf während ihrer Amtszeit auch mit Herausforderungen konfrontiert, darunter 2019 der Verlust zweier großer Sportteams, der Oakland Raiders und der Golden State Warriors, sowie der Beginn der Umzugspläne der Oakland Athletics nach Las Vegas. Im März 2021 kündigte Schaaf ein kontroverses Pilotprojekt an, bei dem 600 ausgewählte nicht-weiße Familien mit niedrigem Einkommen in Oakland 18 Monate lang ein garantiertes Einkommen von 500 Dollar pro Monat erhalten sollten, finanziert durch private philanthropische Spenden.

### Kandidatur für das Amt des State Treasurer
Am 11. Januar 2024 gab Schaaf ihre Kandidatur für das Amt des kalifornischen State Treasurer für die Wahl 2026 bekannt. Die Demokratin ist die erste Kandidatin, die in das Rennen um dieses Amt eingetreten ist. Sie strebt die Nachfolge des amtierenden State Treasurer Fiona Ma an, die 2026 für das Amt des Vizegouverneurs Kaliforniens kandidieren wird. In ihrer Ankündigung betonte Schaaf ihre Erfahrung im Finanzmanagement, einschließlich der Verwaltung eines Multimilliarden-Dollar-Budgets als Mayor von Oakland. Als Ziele ihrer Kandidatur nannte sie die Vereinfachung der staatlichen Prozesse zur Bekämpfung der Obdachlosigkeit und zum Bau von erschwinglichem Wohnraum. Schaaf plant, die finanziellen Befugnisse des Treasury zu nutzen, um mehr erschwinglichen Wohnraum zu finanzieren, den Hochschulzugang für einkommensschwache Familien zu erweitern und klimafreundliche Projekte zu unterstützen. Ihre Kandidatur wurde bereits von prominenten Demokraten wie der ehemaligen US-Senatorin Barbara Boxer, dem Mayor von Sacramento Darrell Steinberg und dem kalifornischen Senator Scott Wiener aus San Francisco unterstützt.

## Persönliches Leben
Libby Schaaf ist jüdischen Glaubens und mit dem Physiker und Software-Entwickler Salvatore „Sal“ Fahey verheiratet. Das Paar hat zwei gemeinsame Kinder namens Dominic und Lena. Die Familie lebt in Oakland. Schaaf hat eine enge Verbindung zu ihrer Heimatstadt – sie wuchs im 4. Bezirk auf und heiratete in einem weißen viktorianischen Haus in der Stadt. Ihre Mutter lebte ebenfalls in Oakland, in einem Gebäude am Lake Merritt. Als Mayor zeigte Schaaf ihre persönliche Verbundenheit mit der Stadt, indem sie bei offiziellen Rundgängen immer wieder auf Orte hinwies, die Teil ihrer Lebensgeschichte sind. So deutete sie beispielsweise bei einer Begehung nahe Lake Merritt auf das Gebäude ihrer Mutter und das Haus, in dem sie geheiratet hatte.

## Wohltätigkeitsarbeit
Schaaf engagierte sich in verschiedenen wohltätigen Projekten und Initiativen in Oakland. Sie war Mitbegründerin der gemeinnützigen Organisation Oakland Cares, die zahlreiche ehrenamtliche Gemeinschaftsprojekte in der Stadt organisierte und umsetzte. Schaaf entwickelte und leitete auch das erste zentrale Freiwilligenprogramm für öffentliche Schulen in Oakland am Marcus A. Foster Educational Institute. Darüber hinaus ist sie Mitglied des Leadership Council von Kiva, einer gemeinnützigen Organisation, die Menschen ermöglicht, über das Internet Geld an Kleinunternehmer und Studenten in über 80 Ländern zu verleihen.
Während ihrer Amtszeit als Mayor von Oakland initiierte Schaaf mehrere philanthropische Projekte. Sie kündigte einen 50-Millionen-Dollar-Fonds namens The Generation Fund an, der einkommensschwache Schüler öffentlicher Schulen und in Armut geborene Babys bis zum Jahr 2035 unterstützen soll. Schaaf war auch maßgeblich an der Gründung von Keep Oakland Housed beteiligt, einer Partnerschaft zur Verhinderung von Obdachlosigkeit, die den Secretary's Award for Public-Philanthropic Partnerships des US-Ministeriums für Wohnungsbau und Stadtentwicklung erhielt. Zudem verkündete sie eine philanthropische Investition von 1,7 Millionen Dollar zur Schaffung von sicheren und erschwinglichen Räumen für Oaklands Kunstgemeinschaft.